# Camponotus binghamii
Camponotus binghamii é uma espécie de inseto do gênero Camponotus, pertencente à família Formicidae.